# Sandra Bergqvist
Pour les articles homonymes, voir Bergqvist.
Sandra Ida Christina Bergqvist, née le 14 avril 1980 à Nauvo, est une femme politique finlandaise,.

## Biographie
Sandra Bergqvist est agricutrice de profession. Elle obtient son diplôme de fin d'études secondaires du lycée suédois de Pargas en 2000 et obtient une maîtrise en sciences politiques de l'Académie d'Åbo en 2005. 
Elle travaille, entre autres, comme secrétaire du district de Turunmaa de Svensk Ungdom, porte-parole de l'Assemblée populaire finno-suédoise (fi), inspecteur général du ministère de l'Éducation et de la Culture, coordinateur de projet d'Åbo Akademi. Bergqvist est également présidente de l'Assemblée nationale finno-suédoise depuis 2019.

## Carrière politique
Sandra Bergqvist est conseillère municipale de Pargas en de 2009 à 2013. Elle est élue députée de la circonscription de Finlande-Propre aux élections législatives finlandaises de 2019 avec 2 983 voix et réélue aux élections législatives finlandaises de 2023 avec 6 771 voix.
Sandra Bergqvist est nommée ministre de l'éducation sportive, des Sports et de la Jeunesse du gouvernement Orpo. 
Elle est censée exercer les fonctions de ministre pendant les deux premières années de la période électorale, après quoi le poste sera transféré à un représentant des démocrates-chrétiens